# Antonio da Ponte
Pour les articles homonymes, voir Da Ponte.

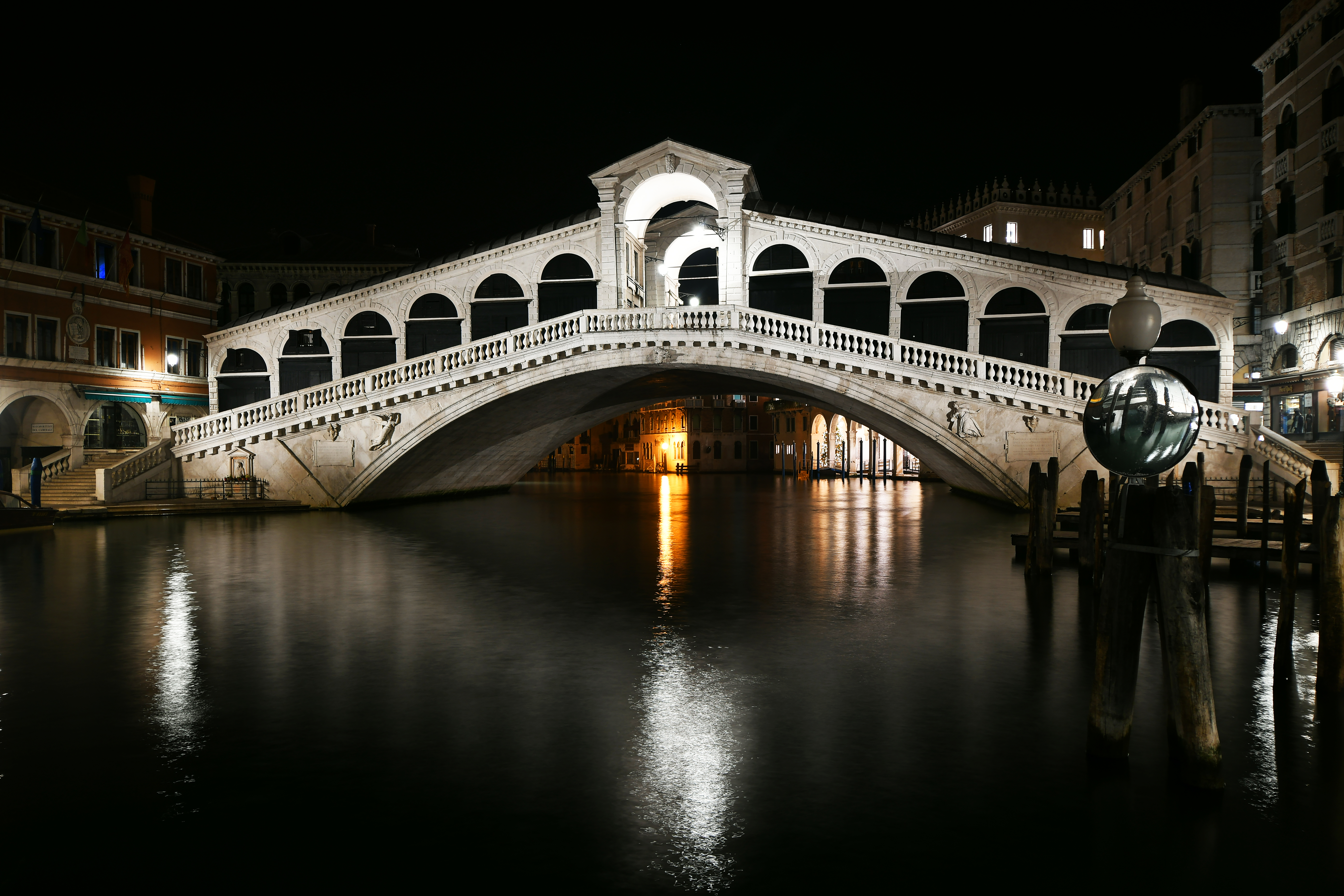
Le pont du Rialto

Antonio da Ponte (1512 - 20 mars 1597) est un architecte et un ingénieur suisso-italien fameux par sa reconstruction du pont du Rialto à Venise.
Il a également reconstruit le palais des Doges gravement endommagé par l'incendie de 1574. Le pont du Rialto, dont la structure en bois se détériorait régulièrement, est reconstruit entre 1588 et 1591 sur ses dessins, choisis lors d'un concours organisé par les autorités locales pour le Doge de Venise Pasqual Cicogna et, bien qu'il soit moins connu, il remporte le concours devant d'autres architectes plus en vue comme Michel-Ange ou Palladio, car c'est le seul qui a proposé un pont à une seule arche de 27 m d'ouverture pour franchir le canal.
Les autres projets proposés par Jacopo Sansovino, Andrea Palladio et Giacomo Barozzi da Vignola, eux, ont été jugés inappropriés par leur approche trop classique à arches multiples.
L'architecte Vincenzo Scamozzi avait même prédit la ruine du projet par son audace.
Le premier problème à résoudre, c'était de fonder le pont dans un terrain de peu de portance, à proximité de bâtiments. Pour fonder le pont, Da Ponte a fait battre en groupes compacts 6 000 pieux en aulne sous chacune des culées du pont réalisé à l'intérieur d'un batardeau. Les pieux ont été battus d'autant plus profondément qu'ils se trouvaient proches du canal et leurs têtes ont été coupées pour former des marches d'escalier sur lesquelles des briques ont été posées pour former de larges plateformes dont la partie supérieure a été calée pour permettre la pose d'une maçonnerie inclinée approximativement perpendiculairement à la poussée de l'arche.
La fondation du côté du Rialto a été terminée en juin 1588. Des doutes s'étant exprimés sur la conception de Da Ponte, le Sénat a fait arrêter les travaux et réunir une commission composée d'experts. Après des débats intenses, elle a accepté la conception de l'architecte. Les travaux ont alors pu reprendre et, après trois années et demie de labeur, le pont a été terminé en juillet 1591. Presque immédiatement, il a été soumis à un essai sévère car Venise a subi un séisme qui a laissé le pont indemne.
Le pont est aujourd'hui une des icônes de l'architecture de la ville de Venise.
Pour cette construction, Antonio a été aidé par son neveu Antonio Contino di Bernardino, qui devait concevoir plus tard le célèbre pont des Soupirs (Ponte dei Sospiri) vers 1600.

## Sources
- (en) Cet article est partiellement ou en totalité issu de l’article de Wikipédia en anglais intitulé « Antonio da Ponte » (voir la liste des auteurs).